# Финале Конкакафовог златног купа 2021.
Финале Златног купа Конкакафа 2021. је била фудбалска утакмица за одређивање победника Златног купа Конкакафа за 2021. годину. Утакмица је била шеснаесто финала Златног купа, турнира јоје се одржава сваке две године и на којем учествују мушке репрезентације чланица савеза Конкакафа и један позвани тим који одлучује о шампиону Северне Америке, Централне Америке и Кариба. Утакмица је одржана на Стадион Елиџент у Парадајс, Невада, Сједињене Америчке Државе, 1. августа 2021. године, а у финалу су се сусрели домаћини репрезентације Сједињених Америчких Држава и бранилац титуле репрезентација Мексика.
Било је то седмо финале Златног купа у којем су се срели Мексико и Сједињене Државе а друго узастопно. Од претходних шест финала, Мексико је победио пет пута – 1993, 1998, 2009, 2011. и 2019. Сједињене Државе су победиле само 2007. пре овог меча.
Сједињене Државе су у овом финалу победиле резултатом 1 : 0, јединим голом који је постигао Мајлс Робинсон у продужецима за седму титулу САД у Златном купу.

## Стадион
Финале је одржано на стадиону Елиџент у Парадајс у, Невада, Сједињене Америчке Државе, који се налази у градској области Лас Вегаса. Био је то први велики међународни турнир који се играо на том месту, које је изграђено за Лас Вегас рејдерсе из Националне фудбалске лиге. То је био такође први меч за Златни куп који се играо у области Лас Вегаса. Утакмица је одиграна пред пуним трибинама након ублажавања ограничења мера ковида 19, Конкакаф је почео продају карата за регуларна седишта 11. јуна 2021. и распродао их је у року од 90 минута.

## Пут до финала
| Поз | Репрезентација   | Ута | Поб | Нер | Изг | ГД | ГП | ГР | Бод |
| --- | ---------------- | --- | --- | --- | --- | -- | -- | -- | --- |
| 1   | Сједињене Државе | 3   | 3   | 0   | 0   | 8  | 1  | +7 | 9   |
| 2   | Канада           | 3   | 2   | 0   | 1   | 8  | 3  | +5 | 6   |
| 3   | Хаити            | 3   | 1   | 0   | 2   | 3  | 5  | −2 | 3   |
| 4   | Мартиник         | 3   | 0   | 0   | 3   | 3  | 12 | −9 | 0   |

| Поз | Репрезентација    | Ута | Поб | Нер | Изг | ГД | ГП | ГР | Бод |
| --- | ----------------- | --- | --- | --- | --- | -- | -- | -- | --- |
| 1   | Мексико           | 3   | 2   | 1   | 0   | 4  | 0  | +4 | 7   |
| 2   | Салвадор          | 3   | 2   | 0   | 1   | 4  | 1  | +3 | 6   |
| 3   | Тринидад и Тобаго | 3   | 0   | 2   | 1   | 1  | 3  | −2 | 2   |
| 4   | Гватемала         | 3   | 0   | 1   | 2   | 1  | 6  | −5 | 1   |

## Финална утакмица

### Детаљи
| Сједињене Државе    | 1 : 0    | Мексико |
| ------------------- | -------- | ------- |
| Мајлс Робинсон 117’ | Извештај |         |

| United States | Mexico |

| Голман         | 1  | Мат Турнер        |      |        |
| RB             | 2  | Реџи Кенон        |      | 65’    |
| CB             | 16 | Џејмс Сендс       |      |        |
| CB             | 12 | Мајлс Робинсон    |      |        |
| LB             | 21 | Џорџ бело         |      | 65’    |
| CM             | 19 | Ерик Вилојамсон   |      | 87’    |
| CM             | 23 | Келин Акоста      | 113’ |        |
| CM             | 17 | Себастијан летгет |      | 66’    |
| RF             | 7  | Пол Ариола (c)    |      | 87’    |
| CF             | 9  | Гијаси Зардес     |      |        |
| LF             | 13 | Метју Хоп         |      | 120+1’ |
| Замене:        |    |                   |      |        |
| DF             | 20 | Шак Мур           |      | 65’    |
| DF             | 3  | Сем Вајнс         |      | 65’    |
| MF             | 10 | Кристијан Ролдан  |      | 66’    |
| MF             | 6  | Ђанлука Бусио     |      | 87’    |
| FW             | 8  | Николас Гојачини  |      | 87’    |
| DF             | 24 | Хенри Кеслер      |      | 120+1’ |
| Селектор:      |    |                   |      |        |
| Грег Берхалтер |    |                   |      |        |

| GK              | 1  | Алфредо Талавера      |      |          |
| RB              | 21 | Луис Алфонсо Родригез |      |          |
| CB              | 2  | Нестор Араухо         |      |          |
| CB              | 15 | Ектор Морено (c)      |      | 44’      |
| LB              | 23 | Хесус Гаљардо         | 114’ |          |
| CM              | 6  | Џонатан дос Сантос    |      | 76’      |
| CM              | 4  | Едсон Алварез         | 117’ |          |
| CM              | 16 | Ектор Ерера           | 72’  |          |
| RF              | 17 | Хесус Мануел Корона   |      | 91’      |
| CF              | 11 | Рохелио Фунес Мори    |      | 106’     |
| LF              | 10 | Орбелин Пинеда        |      | 76’      |
| Замене:         |    |                       |      |          |
| DF              | 3  | Карлос Салседо        |      | 44’ 106’ |
| MF              | 14 | Ерик Гитарез          |      | 76’      |
| FW              | 24 | Родолфо Пизаро        |      | 76’      |
| FW              | 5  | Освалдо Родригез      |      | 91’      |
| FW              | 9  | Алан Пулидо           |      | 106’     |
| DF              | 19 | Хилберто Сепулведа    |      | 106’     |
| Селектор:       |    |                       |      |          |
| Херардо Мартино |    |                       |      |          |

| Играч утакмице: Мат Турнер (САД) Помоћни судија: Волтер Лопез (Хондурас) Енри Пупиро (Никарагва) Четврти судија: Марио Ескобар (Гватемала) Пети судија: Кристијан Рамирез (Хондурас) ВАР: Дрју Фишер (Канада) ВАР помоћници: Татјана Гузман (Никарагва) | Правила - 90 минута. - 30 минута продужетка ако је потребно. - Једанаестерци ако је скор и даље изједначен. - Максимално пет замена, уз шесту дозвољену у продужецима. |

| centrado                   |
| Сједињене Америчке Државе  |
| Шампион · Сједињене Државе |
| 7. титула                  |

## Белешке
1. ↑  Сваком тиму су дате само три прилике да изврши замене током утакмице, уз четврту прилику у продужецима, искључујући замене извршене на полувремену, пре почетка продужетка и на полувремену у продужецима (Правилник, члан 6.5.).